# Eleição municipal de Lauro de Freitas em 2020
A eleição municipal de Lauro de Freitas em 2020 foi realizada para eleger um prefeito, um vice-prefeito e 17 vereadores no município de Lauro de Freitas, no estado brasileiro da Bahia. Foram reeleitos Moema Gramacho (PT) e Dr. Vidigal (Republicanos) para os cargos de prefeito(a) e vice-prefeito(a), respectivamente. 
Seguindo a Constituição Federal, os candidatos são eleitos para um mandato de quatro anos a se iniciar em 1º de janeiro de 2021. A decisão para os cargos da administração municipal, segundo o Tribunal Superior Eleitoral, contou com 150 220 eleitores aptos e 36 197 abstenções, de forma que 24.1% do eleitorado não compareceu às urnas naquele turno.

## Candidatos
Os candidatos que participaram das eleições municipais para o cargo de prefeito de Lauro de Freitas foram:
- Moema Gramacho - PT - 50,77%
- Teobaldo da Costa - DEM - 34,28%
- Mirela Macedo - PSD - 9,12%
- Felipe Manassés - PROS - 4,83%
- Mauro Cardim - PTB - 0,64%
- Marcello Santana - MDB - 0,37%

## Vereadores eleitos
Foram eleitos os seguintes vereadores para a Câmara Municipal de Lauro de Freitas:
- Débora Regis "Debinha" (PL) - 2.803 votos - 2,71%
- Tito Coelho (PP) - 2.759 votos - 2,67%
- Edilson Ferreira (Republicanos) - 2.749 votos - 2,66%
- Wellington Negão (PT) - 2.453 votos - 2,37%
- César (PP) - 2.060 votos - 1,99%
- Alexandre Marques (Patriota) - 1.679 votos - 1,62%
- Decinho (Republicanos) - 1.664 votos - 1,61%
- Naide Brito (PT) - 1.277 votos - 1,23%
- Edivaldo Palhaço (Cidadania) - 1.259 votos - 1,22%
- Abraão Reis (PSD) - 1.184 votos - 1,14%
- Flor (PL) - 1.177 votos - 1,14%
- Tenóbio (DEM) - 1.165 votos - 1,13%
- Jânio Corredor (DEM) - 1.073 votos - 1,04%
- Nego Pegadeira (PT) - 1.026 votos - 0,99%
- Vereador Capitão Olinto (Avante) - 976 votos - 0,94%
- Luciana (PCdoB) - 954 votos - 0,92%
- Almir Santos (PL) - 873 votos - 0,84%
- Cezar da Lindóia (PL) - 783 votos - 0,76%
- Juca (PSDB) - 572 votos - 0,55%.